# Christopher Eubanks
Christopher Eubanks (Atlanta, 5 mei 1996) is een Amerikaans professioneel tennisspeler. 
In 2015 maakte hij zijn debuut op de ATP Atlanta Open. Na vele tegenslagen behaalde hij in 2022 zijn eerste overwinning in een Grand Slam door in de eerste ronde van het US Open te winnen van Pedro Martinez. In 2023 kwalificeerde hij zich voor het eerst voor een grastoernooi: het ATP van Stuttgart. Een maand later wist Eubanks voor het eerst een ATP te winnen, op het gras van Mallorca.
Eubanks debuteerde in 2023 op het hoofdtoernooi van Wimbledon, waar hij zich door overwinningen op onder andere Cameron Norrie (ATP-13) en Stefanos Tsitsipas (ATP-5) plaatste voor de kwartfinale.

## Palmares
| Legenda                       | Legenda               |
| ----------------------------- | --------------------- |
| Grand Slam                    |                       |
| Olympische Spelen             |                       |
| tot 2009                      | vanaf 2009            |
| Tennis Masters Cup            | ATP Finals            |
| ATP Masters Series            | ATP Tour Masters 1000 |
| ATP International Series Gold | ATP Tour 500          |
| ATP International Series      | ATP Tour 250          |

### Enkelspel
| Nr.              | Datum       | Toernooi     | Ondergrond | Tegenstander in finale | Score    | Details |
| ---------------- | ----------- | ------------ | ---------- | ---------------------- | -------- | ------- |
| Gewonnen finales |             |              |            |                        |          |         |
| 1.               | 1 juli 2023 | ATP Mallorca | Gras       | Adrian Mannarino       | 6-1, 6-4 | Details |

## Resultaten grote toernooien
| Legenda | Legenda                          |
| ------- | -------------------------------- |
| g.t.    | geen toernooi gehouden           |
| l.c.    | lagere categorie                 |
| –       | niet deelgenomen                 |
| G       | uitgeschakeld in de groepsfase   |
| 1R      | uitgeschakeld in de eerste ronde |
| 2R      | uitgeschakeld in de tweede ronde |
| 3R      | uitgeschakeld in de derde ronde  |
| 4R      | uitgeschakeld in de vierde ronde |
| KF      | uitgeschakeld in de kwartfinale  |
| HF      | uitgeschakeld in de halve finale |
| F       | de finale verloren               |
| W       | het toernooi gewonnen            |
| w-v     | winst/verlies-balans             |

### Enkelspel
| grandslamtoernooien  |      |      |      |      |     |      |      |
| Australian Open      | –    | –    | 1R   | 1R   | –   | –    | 2R   |
| Roland Garros        | –    | –    | –    | –    | –   | –    | 1R   |
| Wimbledon            | –    | –    | –    | g.t. | –   | –    | KF   |
| US Open              | 1R   | –    | 1R   | –    | 1R  | 2R   | 2R   |
| olympisch            |      |      |      |      |     |      |      |
| Olympische Spelen    | g.t. | g.t. | g.t. | g.t. | –   | g.t. | g.t. |
| statistieken         |      |      |      |      |     |      |      |
| totaal aantal titels | 0    | 0    | 0    | 0    | 0   | 0    | 0    |
| eindejaarsranking    | 347  | 170  | 228  | 235  | 160 | 123  |      |

### Dubbelspel
| grandslamtoernooien  |      |      |      |      |     |      |      |
| Australian Open      | –    | –    | –    | –    | –   | –    | –    |
| Roland Garros        | –    | –    | –    | –    | –   | –    | 1R   |
| Wimbledon            | –    | –    | –    | g.t. | –   | –    | 1R   |
| US Open              | 2R   | 1R   | –    | KF   | 2R  | 2R   | 1R   |
| olympisch            |      |      |      |      |     |      |      |
| Olympische Spelen    | g.t. | g.t. | g.t. | g.t. | –   | g.t. | g.t. |
| statistieken         |      |      |      |      |     |      |      |
| totaal aantal titels | 0    | 0    | 0    | 0    | 0   | 0    | 0    |
| eindejaarsranking    | 240  | 380  | 284  | 201  | 259 | 298  |      |